# دهستان ارنان
ارنان، دهستانی از توابع بخش مرکزی شهرستان مهریز در استان یزد ایران است.

## جمعیت
براساس سرشماری سال ۱۳۸۵ جمعیت آن ۱٬۷۹۰ نفر (۵۶۸ خانوار) بوده‌است.